# Porter Robinson
Porter Robinson, né le 15 juillet 1992 à Atlanta en Géorgie, est un chanteur, disc jockey et producteur américain. Il se popularise initialement avec la publication de son single Language, ainsi qu'au soutien de Skrillex et Zedd, notamment. 
Son premier album, Worlds est publié le 12 août 2014 sous les labels Astralwerks et Virgin EMI et atteint à son apogée la première place du classement Billboard Dance/Electronic Album. Le 20 mars 2015, il est nommé « artiste de l'année » par MTV. 
Le 23 avril 2021, son deuxième album Nurture sort et va lui aussi débuter à la première place du classement Billboard Dance/Electronic Album. Robinson réalisera alors le Nurture Live Tour où il performera l'album.
Le 26 juillet 2024, son troisième album SMILE! :D est publié, toujours sous le label Mom + Pop Music avec qui il collabore depuis la sortie de Nurture. Celui-ci sera suivi d'une tournée mondiale, le SMILE! :D World Tour entre 2024 et 2025 avec plus de 70 dates.

## Biographie
Porter Robinson commence à produire de la musique jeune vers l'âge de douze ans en utilisant des logiciels comme ACID Pro ; à 18 ans, il atteint son pic de popularité. Il est inspiré des sonorités de jeux vidéo, spécialement les jeux japonais et le jeu Dance Dance Revolution. Il réside depuis toujours dans sa ville natale, en Caroline du Nord, aux États-Unis.
Porter Robinson commence à publier ses premiers single sous deux labels, Glamara Records et Big Fish Recordings. Son premier single Say My Name atteint directement la première place du top 100 sur Beatport,,,.
En 2011, il signe sur le label de Skrillex, OWSLA, pour la publication de Spitfire, EP qui deviendra premier des ventes iTunes dans les classements musicaux EDM ; il s'agit également de la première sortie du label. Le 10 avril 2012, Porter Robinson sort un single intitulé Language sur le label anglo-américain Big Beat Records. C'est le premier grand succès du DJ. Robinson produit ensuite des remixes officiels d'artistes célèbres comme Lady Gaga (Interscope Records) et Avicii (Ministry of Sound. Il se produit également à de nombreux prestigieux festivals comme Tomorrowland, Coachella, Creamfields, l'Ultra Music Festival, et l'Electric Daisy Carnival, et Stereosonic. Il se place aussi quarantième dans le top 100 de DJ Mag en 2012, gagnant cinquante-six places en un an.
Il ne fait que quelques apparitions lors du début d'année 2014 pour se consacrer à la sortie de son premier album, Worlds, qui sortira finalement le 12 août 2014, épaulé par les singles Sea of Voices, Sad Machine, Lionhearted et Flicker, par le label Astralwerks. Il annonce une tournée mondiale nommée Worlds Tour qui débutera le 28 août 2014 à Vancouver, au Canada.
Le 3 septembre 2015, Porter Robinson annonce son album Worlds Remixed, album composé des chansons de Worlds remixées par des artistes de la scène EDM tels que Mat Zo, ODESZA, Sleepy Tom, Galimatias, Chrome Sparks et San Holo. L'album sort le 2 octobre 2015.
Le 11 août 2016, Porter Robinson et Madeon annoncent simultanément sur Facebook la sortie de leur collaboration, Shelter. Le 19 août, ils annoncent également le début de leur tournée collaborative Shelter Live Tour, en Amérique du Nord. Le 14 octobre, Porter Robinson annonce avoir travaillé avec le studio de japanimation A-1 Pictures pour le clip vidéo de Shelter, qui sort le 18 octobre. Le 15 novembre, Porter Robinson et Madeon annoncent sur Facebook étendre le Shelter Live Tour en Europe pour Londres, Amsterdam et Paris.

## Discographie

### Albums studio
| Titre     | Détails                                                                                         |
| --------- | ----------------------------------------------------------------------------------------------- |
| Worlds    | - Sortie : 12 août 2014 - Label : Astralwerks - Formats : CD, LP, vinyle, téléchargement        |
| Nurture   | - Sortie : 23 avril 2021 - Label : Mom + Pop Music - Formats : CD, LP, vinyle, téléchargement   |
| SMILE! :D | - Sortie : 26 juillet 2024 - Label : Mom + Pop Music - Formats : CD, LP, vinyle, téléchargement |

### EP
| Titre                    | Détails                                                                        |
| ------------------------ | ------------------------------------------------------------------------------ |
| Spitfire                 | - Sortie : 13 septembre 2011 - Label : OWSLA - Formats : téléchargement        |
| Spitfire - Bonus Remixes | - Sortie : 3 juillet 2012 - Label : OWSLA - Formats : téléchargement (gratuit) |

### Singles
| 2012                                                                       | Language              | 33 | —  | 63 | 4  | 9  | 3 | Single à part |
| 2013                                                                       | Easy (avec Mat Zo)    | —  | 92 | —  | 21 | 28 | 7 | Single à part |
| 2014                                                                       | Sea of Voices         | 40 | —  | —  | —  | —  | — | Worlds        |
| 2014                                                                       | Sad Machine           | 29 | —  | —  | —  | —  | — | Worlds        |
| 2014                                                                       | Lionhearted           | —  | —  | —  | —  | —  | — | Worlds        |
| 2014                                                                       | Flicker               | 34 | —  | —  | —  | —  | — | Worlds        |
| 2016                                                                       | Shelter (avec Madeon) | —  | —  | —  | —  | —  | — | Single à part |
| 2020                                                                       | Get Your Wish         | —  | —  | —  | —  | —  | — | Nurture       |
| 2020                                                                       | Something Comforting  | —  | —  | —  | —  | —  | — | Nurture       |
| 2020                                                                       | Mirror                | —  | —  | —  | —  | —  | — | Nurture       |
| 2021                                                                       | Look at the Sky       | —  | —  | —  | —  | —  | — | Nurture       |
| 2021                                                                       | Musician              | —  | —  | —  | —  | —  | — | Nurture       |
| « — » indique que la chanson n'a pas atteint les classements dans ce pays. |                       |    |    |    |    |    |   |               |

### Autres chansons
- 2010 - Say My Name
- 2010 - I'm On Fire
- 2010 - Hello (avec Lazy Rich & Sue Cho)
- 2011 - The Wildcat
- 2012 - Easy (avec Mat Zo)

### Remixes
| Chanson               | Année | Artiste                | Label             | Album             |
| --------------------- | ----- | ---------------------- | ----------------- | ----------------- |
| Venga                 | 2010  | Picco                  | Glamara Records   | NC                |
| Wer Ist Sie?          | 2010  | Heiko & Maiko          | NC                | NC                |
| Less Go               | 2010  | Spencer & Hill         | Bazooka Records   | NC                |
| Seek Bromance         | 2010  | Tim Berg               | Ministry of Sound | The Battery Pack  |
| We No Speak Americano | 2010  | Yolanda Be Cool & DCUP | Sweat It Out      | NC                |
| American Trash        | 2011  | Innerpartysystem       | Red Bull Records  | Never Be Content  |
| The Edge of Glory     | 2011  | Lady Gaga              | Interscope        | Born This Way     |
| The Thrill            | 2015  | Nero                   | MTA Records       | Between II Worlds |